# Ellopott házasság
Az Ellopott házasság Diane Chamberlain 2017-ben írt könyve, eredeti címe a The Stolen Marriage és Magyarországon 2020-ben jelent meg az Alexandra kiadásában.

## Cselekménye
A könyv főszereplője Tess DeMello, aki éppen a nővér szakvizsgája, illetve gyermekkori szerelmével, Vincenttel kötendő házassága előtt áll. Vincent azonban egy chicagoi kórházba megy önkénteskedni orvosként, és Tess egyedül marad.
Egy szórakozással töltött este során Tess túl sokat iszik, és összejön Henry Krafttal, aki üzleti úton van a városban. Tess terhes lesz, és miután felkeresi Henry-t, a férfi felajánlja, hogy elveszi feleségül. Tess elfogadja az ajánlatot, és édesanyja halálát követően elszökik otthonából, ahol csak egy búcsúlevelet hagy hátra jegyesének, Vincentnek.
A könyv Tess beilleszkedését mutatja be az észak-karolinai Hickory városában, ahol Henry-re egy másik nő, Violet várt, így egyesítve a gazdag Kraft családot egy másikkal. Tess érkezése keresztül húzza ezeket a terveket, és a hoppon maradt Violet és baráti társasága fúriaként tekint Tess-re. A helyzetet tovább bonyolítja, hogy Tess Henry húgát, Lucy-t szállítva balesetet szenved, és a két nő autóval a folyóba zuhan. A balesetet Lucy nem éli túl, amit sokan ismét csak Lucy hibájának tartanak.
Az intrikákkal átszőtt városba ekkor robban be a gyermekbénulás, amelynek leküzdésében Tess immár nővérként fontos szerepet kap. Véletlenül a városba érkezik elhagyott szerelme, Vincent is, aki gyermekorvosként veszi fel a harcot a gyerekeket fenyegető vírussal.

## Idézetek
"- Ki az a Violet Dare? - kérdeztem hangosan is.
Gyorsan rám pillantott.
- Azt hiszem, Violet élete legnagyobb részében Hank menyasszonyának tekintette magát - felelte.
Jaj ne! Szóval Henrynek mégis volt valaki az életében. Fogalmam sem volt, hogyan fogja bonyolítani a terveinket ez a hír. Rá kell majd kérdeznem Henrynél. Vajon keresztülhúztam egy másik lány számításait?"
"Azon a héten csütörtökön a betegfelvételi sátorban dolgoztam, amikor felnézve Honort pillantottam meg, amint félrerántja a sátor ajtaját, és Zeke szaladt be a karjában Jilly ernyedten fekvő testével. Éppen a lázmérőket tisztítottam, de azonnal felpattantam, és arra gondoltam, Ez nem lehet igaz. Csak néhány hét telt még el Butchie halála óta. Lehet, hogy a vírus még mindig az otthonukban van?"

## A Hickory-i csoda
A könyv valós történéseken alapul, 1944 Tess lakhelye, Hickory volt a második világháború után kitört járványos gyermekbénulás által leginkább sújtott terület. A gyerekeknek a szülők nem engedték meg, hogy kint játsszanak vagy az ismerőseikkel találkozzanak, a gazdagabbak pedig elhagyták a várost. Ekkor történt meg az azóta csak Hickory-i csodának (Miracle of Hickory) nevezett dolog, amikor a helyiek a March of Dimes nevű nonprofit szervezet segítségével mindössze 54 óra alatt felépítettek és berendeztek egy ideiglenes kórházat a gyerekek ellátására. A csoda szót arra használják, hogy csupán 54 órára volt szükség ahhoz, hogy meghozzák a döntést, előkészítsék a területet, felépítsék a kórházat és megérkezzenek az ápolók és orvosok.
A könyv részletesen bemutatja ezt az építkezést is, illetve az első betegek megérkezését, majd az azt követi gyógyító munkát.

## Külső hivatkozások
- A The Stolen Marriage Diane Chamberlain hivatalos oldalán (angol)
- Az Ellopott házasság a Moly.hu oldalán (magyar)
- A The Stolen Marriage a Goodreads oldalán (angol)